# Igor Garšnek
 (mars 2024).
Si vous disposez d'ouvrages ou d'articles de référence ou si vous connaissez des sites web de qualité traitant du thème abordé ici, merci de compléter l'article en donnant les références utiles à sa vérifiabilité et en les liant à la section « Notes et références ».
Pour les articles homonymes, voir Garšnek.
Igor Garšnek, né le 30 juillet 1958 à Tallinn, est un compositeur estonien, fil du compositeur Anatoli Garšnek.

## Biographie
Il termine ses études de composition en 1982 avec Eino Tamberg au Conservatoire national de Tallinn. De 1982 à 1984, il s'est perfectionné au Conservatoire de Saint-Pétersbourg. Depuis 1984, il enseigne à l'Académie estonienne de musique et de théâtre.
De 1986 à 1993, il est ingénieur du son à la radio estonienne. De 1988 à 1990, il est employé par la société cinématographique nationale estonienne. Il joue également dans de nombreux groupes de rock (notamment Synopsis (et), Ruja (en) et Data) et présente des émissions musicales à la télévision estonienne. Il publie aussi des articles sur des thèmes musicaux, notamment dans l'hebdomadaire Sirp.
Igor Garšnek s'est fait connaître du grand public par de nombreuses compositions. Outre la musique rock, il s'agit notamment de musique électronique et de pièces plus classiques. Les plus connues sont ses deux symphonies (1982 et 1989), son concerto pour guitare, ensemble rock et orchestre symphonique (1986), l'oratorio rococo Loomade farm (1990)[2] et la pièce Action : David et Goliath pour ensemble de chambre (2001).